# Kanadische Beteiligung am Krieg in Afghanistan
Der Einsatz der kanadischen Streitkräfte im Krieg in Afghanistan begann 2001. Kanada beteiligte sich mit eigenen Operationen an der von den Vereinigten Staaten geführten Operation Enduring Freedom als auch von 2001 bis 2014 an der internationalen Mission ISAF und ab November 2009 an der NATO Training Mission-Afghanistan (NTM-A).

## Einsatz
Der Einsatz der kanadischen Streitkräfte und der humanitären Hilfe in Afghanistan wird geführt vom Canadian Expeditionary Force Command. Zusätzlich gibt es noch das Canadian Special Operations Forces Command, das für den Einsatz von Spezialkräften zuständig ist.
Von 2001 bis zum 29. Oktober 2011 sind 158 kanadische Soldaten in Afghanistan gestorben.
Einige größere militärische Operationen mit kanadischer Beteiligung sind:
- Operation Support, 11. September 2001
- Operation Apollo, 8. Oktober 2001 – 2003: HMCS Halifax (FFH 330), HMCS Vancouver (FFH 331), HMCS Iroquois (DDG 280), HMCS Preserver (AOR 510), HMCS Charlottetown (FFH 339)
- Operation Harpoon (2002) 13. März – 19. März 2002
- Operation TORII 4. – 7. Mai 2002
- Operation Athena, August 2003 – Februar 2004: Phase 1, Rotation 0, Kabul[3]
- Operation Altair, Januar – Juli 2004: HMCS Toronto (FFH 333)[4]
- Operation Athena, Februar – August 2004: Phase 1, Rotation 1, Kabul[3]
- Operation Damocles, Mai 2004
- Operation Athena, August 2004 – Februar 2005: Phase 1, Rotation 2, Kabul[3]
- Operation Altair, April – Oktober 2005: HMCS Winnipeg (FFH 338)[4]
- Operation Athena, Februar – Juli 2005: Phase 1, Rotation 3, Kabul[3]
- Operation Athena Phase II, August 2005 – Februar 2006: Phase 2, Rotation 0, Kandahar[3]
- Operation Argus, September 2005
- Operation Sextant, 11. Januar – 30. Juni 2006: HMCS Athabaskan (DDG 282)[5]
- Operation Archer OEF Februar 2006
- Operation Athena, Februar – Juli 2006: Phase 2, Rotation 1, Kandahar[3]
- Operation Mountain Thrust, 15. Mai – 31. Juli 2006
- Operation Bravo Guardian, 16. Mai 2006
- Operation Athena, August 2006 – Februar 2007: Phase 2, Rotation 2, Kandahar[3]
- Operation Sextant, 1. Juli – 31. Dezember 2006: HMCS Iroquois (DDG 280)[5]
- Operation Zahar, 8. – 12. Juli 2006
- Operation Hewad, 13. Juli 2006
- Operation Bravo Corridor, 2. August – 14. Oktober 2006
- Operation Guardian, 6. August 2006
- Operation Medusa, 1. bis 20. September 2006, kanadische Führung der Operation
- Operation Altair, September 2006 – März 2007: HMCS Ottawa (FFH 341)[4]
- Operation Falcon Summit, 15. Dezember 2006 – Januar 2007
- Operation Athena, Februar – August 2007: Phase 2, Rotation 3, Kandahar[3]
- Operation Sextant, 20. Juli – 18. Dezember 2007: HMCS Toronto (FFH 333)[5]
- Operation Athena: August 2007 – Februar 2008: Phase 2, Rotation 4, Kandahar[3]
- Operation Altair, November 2007 – April 2008: HMCS Charlottetown (FFH 339)[4]
- Operation Athena, Februar – August 2008: Phase 2, Rotation 5, Kandahar[3]
- Operation Altair, April 2008 – Oktober 2008: HMCS Iroquois (DDG 280), HMCS Protecteur und HMCS Calgary[4]
- Operation Sextant, 17. Juli – 22. Dezember 2008: HMCS Ville de Québec (FFH 332)[5]
- Operation Athena, August 2008 – Februar 2009: Phase 2, Rotation 6, Kandahar[3]
- Operation ATAL 47, 27. – 28. Dezember 2008
- Operation Athena, Februar – August 2009: Phase 2, Rotation 7, Kandahar[3]
- Operation Kalay I, März 2009
- Operation Sextant, 2. April – 2. Juni 2009: HMCS Winnipeg (FFH 338)[5]
- Operation Kalay II, 25. August 2009
- Operation Athena, August 2009 – Februar 2010: Phase 2, Rotation 8, Kandahar[3]
- Operation Hydra, 11. November 2009
- Operation Attention, 21. November 2009 – März 2014: Kabul[6]
- Operation Muschtarak, 13. Februar 2010 – 7. Dezember 2010
- Operation Athena, Februar – Oktober 2010: Phase 2, Rotation 9, Kandahar[3]
- Operation Cerberus, März 2010
- Operation Baawar, 5. Dezember 2010 – ?
- Operation Dragon Strike, zwischen 19. und 26. September 2010 – 31. Dezember 2010
- Operation Athena, Oktober 2010 – Juli 2011: Phase 2, Rotation 10, Kandahar[3]
- Operation Athena, Juli 2010 – Dezember 2011: Phase 2, Rotation 11, Flughafen Kandahar[3]

### Operation Athena
Bei dieser Operation wurden für in der Regel 6 Monate bestimmte Truppen stationiert und dann für die nächsten 6 Monate andere Truppen. Den Hauptteil der Truppen stellten im Wesentlichen drei Regimenter: das Royal Canadian Regiment, das Royal 22e Régiment (englisch) oder auch Royal 22nd Regiment (französisch), und die Princess Patricia's Canadian Light Infantry. Die eingesetzten Bataillone wechselten ebenfalls, auch die Zusammensetzung der stationierten Truppen änderte sich passend zur Situation des Einsatzes.
Es gab zwei Phasen: In der ersten Phase wurden die Soldaten in Kabul stationiert, in der zweiten Phase in Kandahar. Die beiden Phasen unterschieden sich erheblich. So waren in der ersten Phase die Taliban anfangs auf dem Rückzug und erst gegen Ende kam es zu vereinzelten Kampfeinsätzen. Anders in der zweiten Phase, als es dauernd zu Kämpfen kam. Aus diesem Grund waren die Soldaten in der zweiten Phase der Operation Athena deutlich stärker bewaffnet. Die zweite Phase unterschied sich ebenfalls von der ersten Phase dadurch, dass nicht nur militärisches Personal, sondern auch diplomatisches Personal, Entwicklungshelfer, Polizei und weitere Spezialisten Bestandteil waren und eng zusammenarbeiteten.
Insgesamt gab es in der Phase 1 vier Einsätze (0. bis 3. „Rotation“) der sogenannten Task Force Kabul. In der Phase 2, der sogenannten Joint Task Force Afghanistan, dessen militärischer Teil Task Force Kandahar genannt wurde, gab es 11 Einsätze (0. bis 10. „Rotation“) und der 12. Einsatz (11. „Rotation“), vom Februar bis August 2010, hatte die Aufgabe, die kanadischen Aktivitäten am Flughafen Kandahar zu beenden (Mission Transition Task Force).

### Operation Sextant
Diese Operation bildete einen der maritimen militärischen Einsätze Kanadas (Januar 2006 bis Juni 2009). Auch hier gab es eine Rotation, allerdings folgte der Einsatz des nächsten Schiffes nicht ohne Unterbrechung dem vorherigen Schiff. Diese Schiffe waren bei ihrem Einsatz Teil der Standing NATO Maritime Group 1 (SNMG 1), einer Komponente der NATO Response Force. In der Regel ist der Einsatzort der SNMG 1 das Mittelmeer oder der Atlantik.

### Operation Altair
Diese Operation bildete den zweiten maritimen militärischen Einsatz Kanadas (Januar 2004 bis Oktober 2008); er war Teil der Operation Enduring Freedom. Es gab eine Rotation, allerdings folgte der Einsatz des nächsten Schiffes nicht ohne Unterbrechung dem vorherigen Schiff.

### Operation Attention
Diese Operation war der kanadische Beitrag zur NATO Training Mission–Afghanistan (NTM-A), die am 21. November 2009 aktiviert wurde und parallel mit ISAF unter der Führung von ISAF Joint Command in Kabul stand. Nach dem Ende der Operation Athena im Dezember 2011 wurden die bei dieser Operation beteiligten Truppen entweder zurück nach Kanada verlegt oder sie schlossen sich der Operation Attention an. Aufgabe dieser Operation war das Training und die Weiterbildung der Afghanischen Nationalarmee (ANA), der Afghanischen Luftwaffe und der Afghanischen Nationalpolizei.

### Bewaffnung
Im Einsatz war der LAV III, das primäre Kampffahrzeug der Infanterie des kanadischen Heeres. Der Radschützenpanzer kann 6 bis 7 Passagiere transportieren und hat als Hauptbewaffnung eine 25-mm-Maschinenkanone. Für die Operation Athena in der Provinz Kandahar wurden mehrere M777 Feldhaubitzen beschafft, die GPS-gelenkten Projektile verschießen können. Ebenfalls waren dort Kampfpanzer vom Typ Leopard 2 im Einsatz.
Weite Fahrzeuge mit oder ohne Bewaffnung waren: RG-31 Nyala (mit Schutz gegen Landminen und IEDs), RG-31 und militärische Versionen der Mercedes-Benz G-Class. Des Weiteren die LAV II Coyote, LAV II Bison und der M-Gator (per Helikopter transportierbar).

## Geschichte

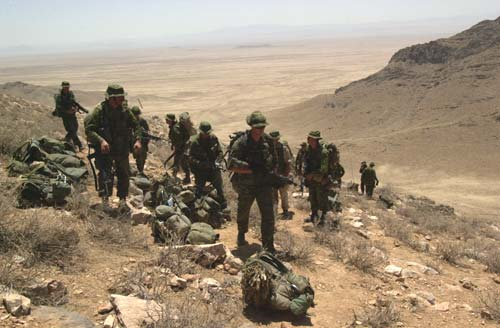
Kanadische Soldaten, Juli 2002

Am 1. Oktober 2001 (bis wahrscheinlich 2010) verlegte Kanada Flugzeuge auf den Militärflugplatz Minhad in den Vereinigten Arabischen Emiraten, von den Kanadiern „Camp Mirage“ genannt. Dort wurden offiziell am 21. Januar 2002 drei Lockheed C-130 Transportflugzeuge stationiert.
Die kanadische Regierung unter Premierminister Jean Chrétien (bis zum 12. Dezember 2003) entsandte im Dezember 2001 Spezialeinheiten der Joint Task Force 2 nach Afghanistan als Teil einer multinationalen Militäroperation namens Task Force K-Bar.
Am 22. Februar 2002 wurden 750 kanadische Soldaten im Rahmen der Operation Enduring Freedom nach Kandahar verlegt. Die Zahl der Soldaten erhöhte sich am 7. März auf über 850 Soldaten. Am 13. März erfolgte dann bereits die erste von Kanadiern geführte US-amerikanisch-kanadische Operation bei der drei Gegner getötet wurden. Am 17. April 2002 kam es bei einer Nachtübung zu einem schweren Zwischenfall, dem sogenannten Tarnak Farm incident, bei dem eine lasergesteuerte Bombe von einem US-Kampfflugzeug abgeworfen wurde und vier kanadische Soldaten getötet und acht verwundet wurden. Im Mai unterstützten 400 Kanadier die Operation Torii: Durchsuchung des Höhlensystems Tora Bora. Im Juli 2002 wurden diese kanadischen Bodentruppen wieder abgezogen.
Von 2003 bis 2005 folgte eine Phase, bei der 2004 das Maximum von 1700 Soldaten im Camp Julien in Kabul unter einem Mandat der ISAF eingesetzt waren. Kanada war verantwortlich für Kabuls Westgebiete. In dieser Zeit war Paul Martin (12. Dezember 2003 bis zum 6. Februar 2006) Premierminister. Von Februar bis August 2004 war der kanadische General Rick Hillier Kommandeur der ISAF-Truppe in Kabul.
Von 2003 bis 2009 nutzen Kanadier Unbemannte Luftfahrzeuge von Sagem, die auf dem Flughafen von Kandahar stationiert waren. Anschließend wurden unter anderem IAI-Heron-Drohnen eingesetzt.
Ab 2005 verschob sich der Fokus wieder nach Kandahar, wobei sich die Zahl der Soldaten von 1000 (2005) auf 2500 (2007) erhöhte. Am 16. August 2005 übernahm Kanada noch unter OEF-Mandat die Führung eines Provincial Reconstruction Team (PRT), welches im Camp Nathan Smith bei Kandahar angesiedelt ist. Es umfasst etwa 330 bis 335 Kanadier. Seit August 2005 unterstützen kanadische Operational Mentor and Liaison Teams die Ausbildung der maximal etwa 3000 Soldaten der 1st Brigade des 205ten Corps der Afghanischen Nationalarmee. Seit 2007 gibt es zusätzlich noch ein ähnliches Programm für die Afghanische Polizei.
Bis 2005/2006 betrug die zivile Hilfe Kanadas etwa 100 Millionen Dollar pro Jahr. 2006/2007 stieg diese Summe dann auf 250 Millionen Dollar an. Am 15. Januar 2006 starb der kanadische Diplomat Glyn Raymond Berry durch ein Selbstmordattentat. Er war der „political director“ des „Canadian Provincial Reconstruction Team“.
Zum 1. Februar 2006 erfolgte die Zusammenfassung aller kanadischen Auslandsoperationen im Canadian Expeditionary Force Command. Die ISAF übernahm dann im Juli 2006 die Verantwortung für die Provinz Kandahar. Das Regionalkommando Süd hat eine rotierende Führung zwischen Großbritannien, Kanada und den Niederlanden. Kanada stellte den Kommandeur vom 28. Februar 2006 bis zum November 2006 und 2008. 2006 gab es etwa 6000 Soldaten im Regionalkommando aus dem Vereinigten Königreich, den Niederlanden, Australien, Dänemark, USA, Rumänien und Estland. Bereits am 29. März 2006 gab es den ersten im Kampf gefallenen kanadischen Soldaten.

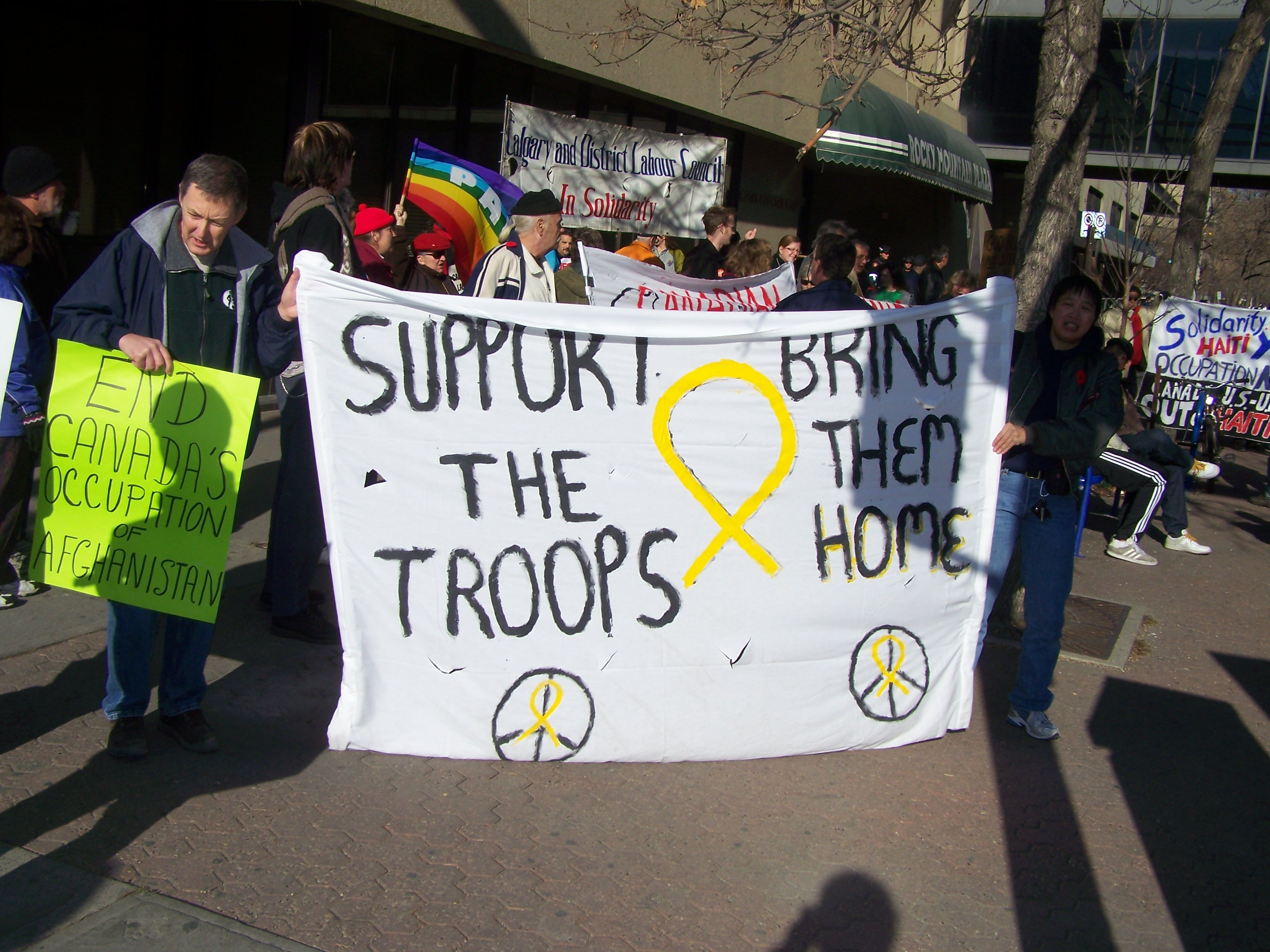
Pan-Canadian Day of Action, 27. Oktober 2007

Am 17. Mai 2006 beschloss das Unterhaus den zivilen und militärischen kanadischen Einsatz in Afghanistan bis zum Februar 2009 zu verlängern und zusätzliche Unterstützung im Wert von 310 Millionen Dollar von 2007 bis 2011 auszugeben. Die Regierung erhöhte die zivile Hilfe am 26. Februar 2007 um weiter 200 Millionen Dollar.
Am 2. Juni 2006 wurde in Toronto eine Gruppe von Terroristen verhaftet, die mittels terroristischer Anschläge versuchen wollten, Kanada zum Rückzug aus Afghanistan zu bewegen.
Nach schweren Kämpfen im Sommer und Herbst 2006 verlegte Kanada Kampfpanzer vom Typ Leopard 2 nach Afghanistan. Notwendig wurde das, weil die Taliban hunderte Kämpfer im Bezirk Panjwai zusammenzogen. Mit der Operation Medusa konnte in schweren Kämpfen die Gefahr abgewendet werden, dass die Provinzhauptstadt Kandahar erobert wurde.
Der Premierminister Kanadas Stephen Harper (seit dem 6. Februar 2006) ordnete am 12. Oktober 2007 eine Überprüfung des kanadischen Engagements in Afghanistan an. Es entstand der vom Vorsitzenden John Manley am 22. Januar 2008 der Regierung vorgelegte sogenannte Manley Commission Report. Dieser nannte als wesentliche Aufgabe den Fokus vom militärischen auf das zivile Handeln zu lenken und die Afghanen für ihre eigene Sicherheit stärker in die Verantwortung zu nehmen.
Der Fluss Arghandāb wird in der Provinz Kandahar mit Hilfe des ab 2008 zu reparierenden Staudamms Dahla, der 34 Kilometer nördlich von Kandahar liegt, und des mit ihm verbundenen Kanalsystems zur Bewässerung der Felder genutzt. Der Damm wird auch zur Erzeugung von Elektrizität genutzt. Die kanadische Regierung plante 2008 mit Kosten für dieses Projekt von etwa 120 Mio. US-Dollar.
Am 13. Juni 2008 wurde das von Afghanen geführte Gefängnis Sarposa in Kandahar angegriffen und mehr als 1200 Gefangene konnten entkommen. Nachdem mit einem Tankfahrzeug das Haupttor aufgesprengt wurde, drangen 30 Taliban auf Motorrädern in das Gefängnis ein und befreiten alle Gefangene, einschließlich 400 Taliban-Kämpfer. 2011 gelang dann noch einmal ein großer Ausbruch durch einen gegrabenen 350 Meter langen Tunnel.
Am 9. Oktober 2009 kündigte Premierminister Stephen Harper an, bis zum Jahresende 2011 die Kampfmission zu beenden.
Die am 1. Dezember 2009 von US-Präsident Barack Obama angekündigte Verstärkung von 30.000 US-Soldaten wurde zu einem großen Teil in der Provinz Kandahar stationiert. Dadurch wurde es möglich, dass die kanadischen Soldaten sich auf nur zwei Bezirke konzentrierten: Daman (Dand?), im Süden von Kandahar, und Panjwai, im Westen.
2011 zogen sich die kanadischen Truppen aus Kampfmissionen zurück. Seitdem wurden nur noch afghanische Sicherheitskräfte trainiert. Ende 2013 begann Kanada schließlich auch mit dem Abzug seiner Soldaten aus der Trainingsmission und am 12. März 2014 gab die Regierung abschließend bekannt, dass die Mission mit einer Flaggenzeremonie in Kabul offiziell beendet sei.

## Theatre Honours
Nach jedem erfolgreichen Kampfeinsatz werden in Kanada die beteiligten Einheiten geehrt. Dies geschah am 9. Mai 2014 durch Premierminister Stephen Harper für diesen Einsatz in Afghanistan, bei dem in über 12 Jahren mehr als über 40.000 Soldaten, Schiffsbesatzungen und Flugzeugbesatzungen beteiligt waren. Benannt wurden Einheiten der Royal Canadian Navy, der Canadian Army, der Royal Canadian Air Force und der Canadian Special Operations Forces, die in den Einsatzgebieten „Arabian Sea“ oder „Afghanistan“ eingesetzt waren.

## Kosten
Die Hilfen Kanadas für Afghanistan belaufen sich für die Zeit von 2001 bis 2011 auf C$1,9 Milliarden Kanada-Dollar (1,8 Milliarden US-Dollar). Insgesamt wird der finanzielle Aufwand auf 7,5 Milliarden Kanada-Dollar geschätzt.